# Kate Beath
Katherine Christian (Kate) Beath (cuyo apellido de casada era McDougall, 20 de diciembre de 1882 – 29 de junio de 1979) fue probablemente la primera mujer arquitecta en Nueva Zelanda. 

## Biografía
Beath nació en Christchurch en 1882, y era hija de Marie Malcolm y George Low Beath, fundador de los grandes almacenes de Christchurch Beath and Co. Era sobrina de la feminista Kate Sheppard y tía abuela del arquitecto Peter Beaven.
Tras terminar sus estudios en 1904 en la Canterbury College School of Art en Christchurch, se formó como arquitecta con Samuel Hurst Seager de 1904 a 1908. Se casó con Colin Barclay McDougall en 1915.